# Goniurosaurus kwangsiensis
Goniurosaurus kwangsiensis — вид геконоподібних ящірок родини еублефарових (Eublepharidae). Ендемік Китаю.

## Поширення і екологія
Goniurosaurus kwangsiensis відомі з трьох місцевостей, розташованих в провінції Гуансі на півдні КНР. Вони живуть у тропічних лісах, серед карстових скель, на висоті від 200 до 300 м над рівнем моря. Ведуть нічний спосіб життя.

## Збереження
МСОП класифікує цей вид як такий, що перебуває під загрозою зникнення. Goniurosaurus kwangsiensis загрожує вилов з метою продажу.